# مجدل سلم
مجدل سلم (به عربی: مجدل سلم) یک منطقهٔ مسکونی در لبنان است که در شهرستان مرجعیون واقع شده‌است. مجدل سلم ۱۲٫۰۵ کیلومتر مربع مساحت دارد ۵۶۰ متر بالاتر از سطح دریا واقع شده‌است.